# Kia Mohave
KIA Mohave, KIA Borrego, (кор. 기아 모하비) — автомобіль класу SUV середнього розміру фірми Kia Motors. 

## Опис

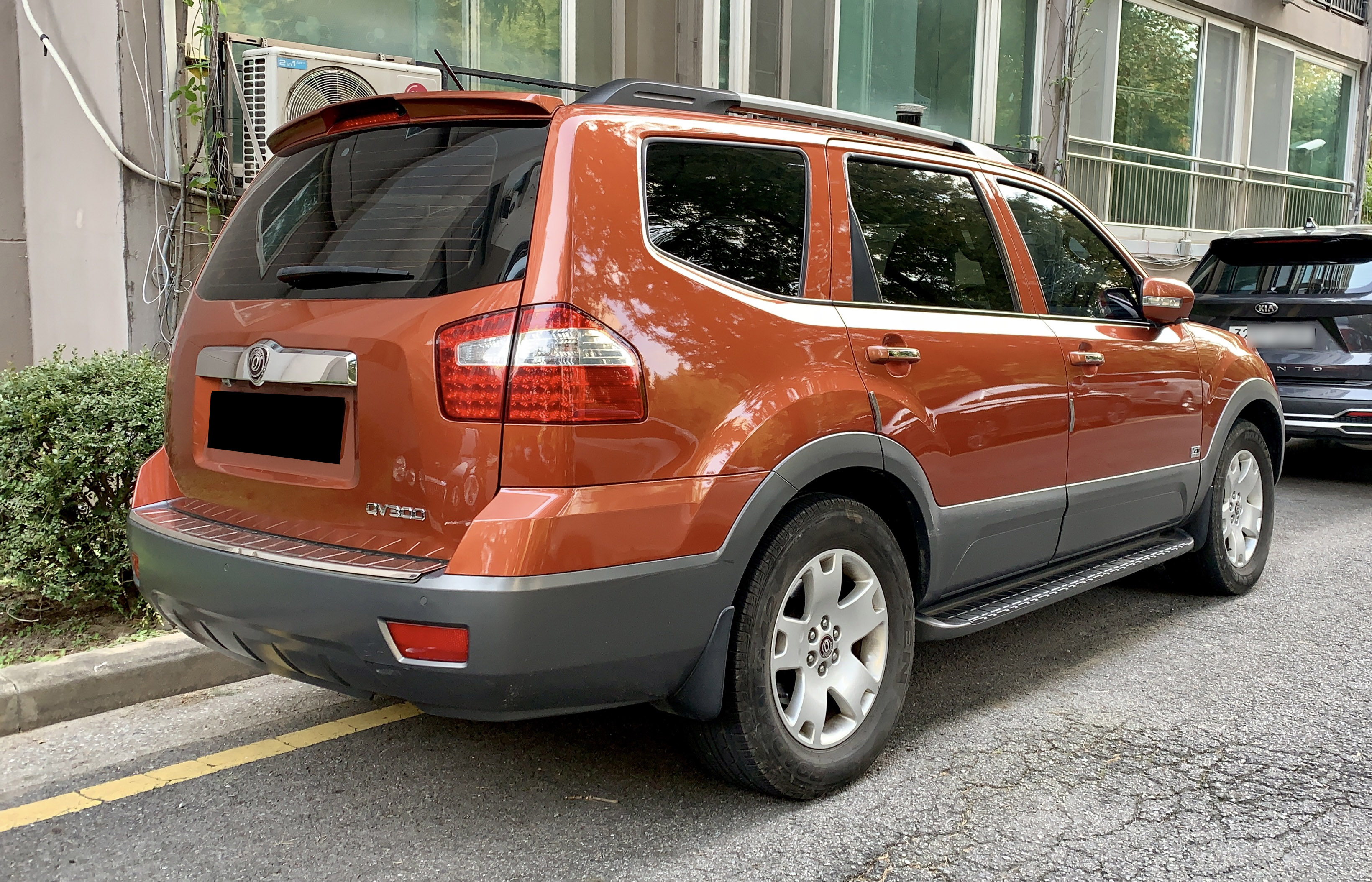
Kia Mohave (2008—2016)

Вперше був представлений на  автосалоні в Детройті в січні 2008 року.
Під час розробки проект носив ім'я HM, дизайн заснований на представлені в 2005 році прототипі — KIA KCD II Mesa.
Структуровані зовнішні форми автомобіля Mohave вирізняють його з-поміж творінь бренду Kia. Автомобіль має: широку стійку, рельєфний капот, горизонтальну решітку радіатора та проєкційні фари, які придають йому особливо стильного вигляду. Варті уваги і рейленги на даху, хромовані елементи та 17-дюймові литі диски коліс.
Kia Mohave доступний у двох комплектаціях: LX і EX. Обидві комплектації можна оснастити або 3.8-літровим двигуном V6 на 276 к.с., або 4.6-літровим V8 на 337 к.с. Коробка передач залежить від двигуна, так пару двигуну V6 складає п'ятиступінчаста автоматична, а V8 — шестиступінчаста автоматична. Останнє поєднання забезпечує найкращі у класі показники економічності та буксирувальну здатність. Стандартно, моделі LX і EX мають привід на задні колеса, за доплату можна отримати задній привід з можливістю підключити передній міст (Part-time), або постійний привід на чотири колеса. Є комплектації з пневмопідвіскою. Зовнішність даного позашляховика вражає своєю прямолінійністю та простотою. Рамна конструкція і низька стійка гарантують його стабільність та надійність. Для оздоблення салону використані високоякісні матеріали, а розташування елементів управління зрозуміле. Усі представлені комплектації мають три ряди сидінь, що дає можливість розмістити до семи пасажирів. Багажне відділення, яке можна додатково збільшити за рахунок складних сидінь третього ряду, може вмістити чималу кількість речей, включаючи елементи меблів. Але, якщо усі сидіння знаходяться у розкладеному стані, об'єм відділення зменшується до 0,35 м³. Але автомобіль не має дверцят багажника з електроприводом.

### Оновлення 2016

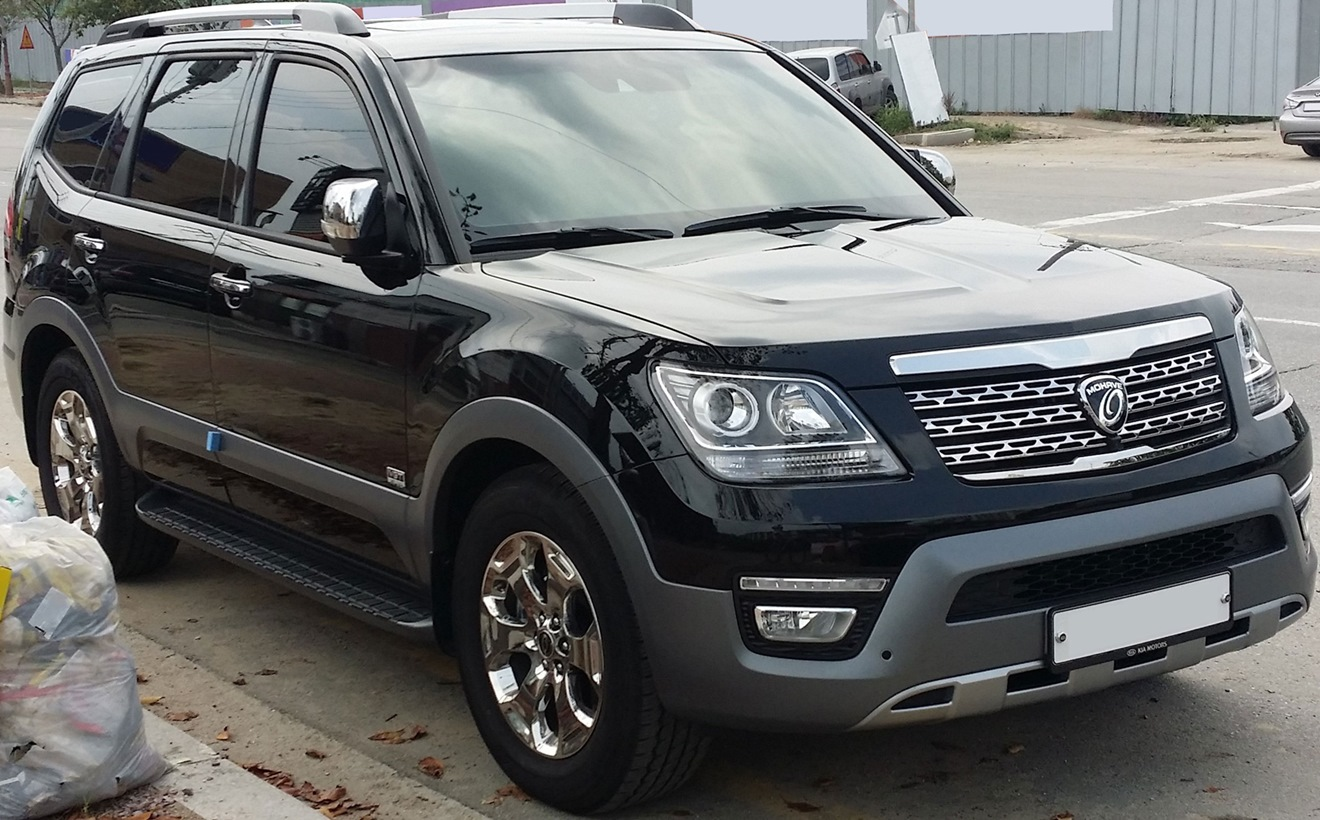
Kia Mohave (2016-2019)

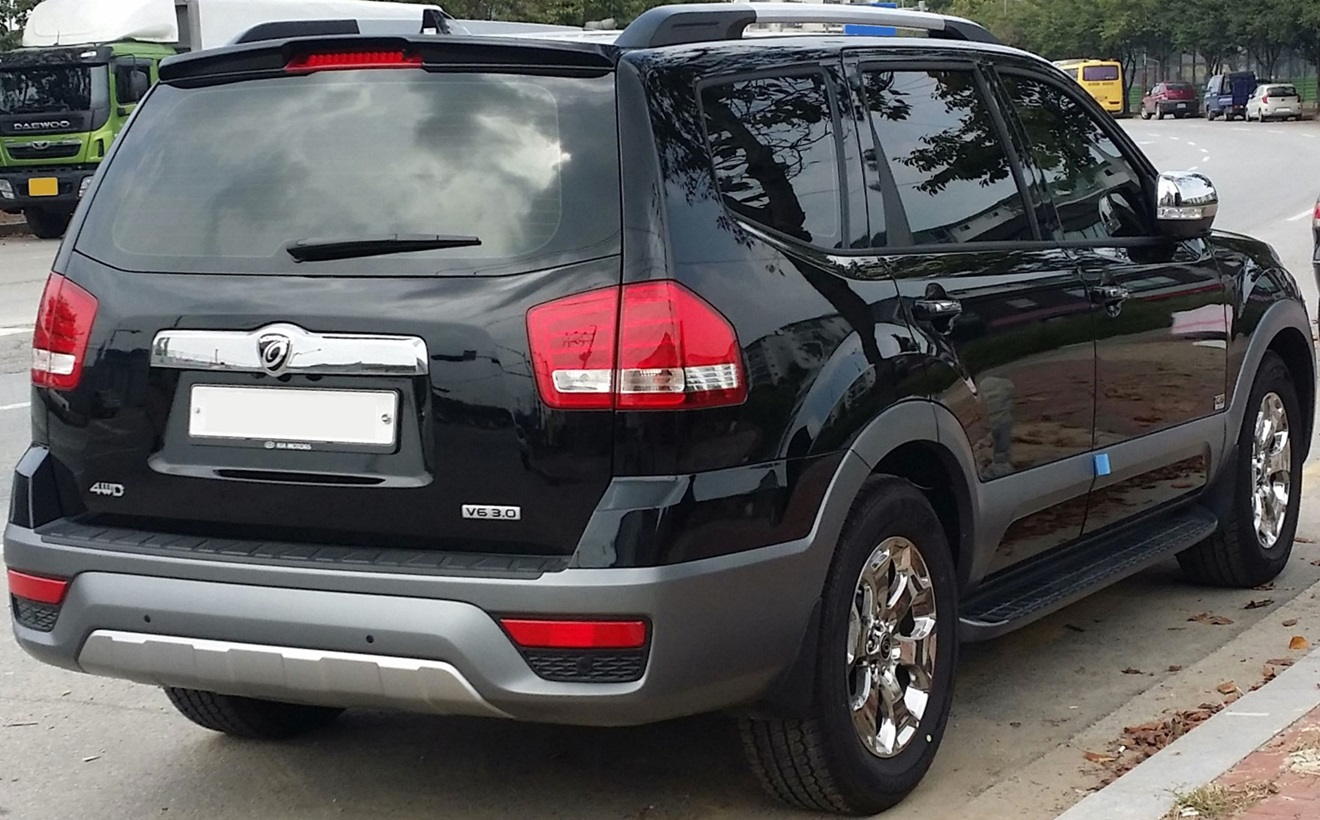
Kia Mohave (2016-2019)

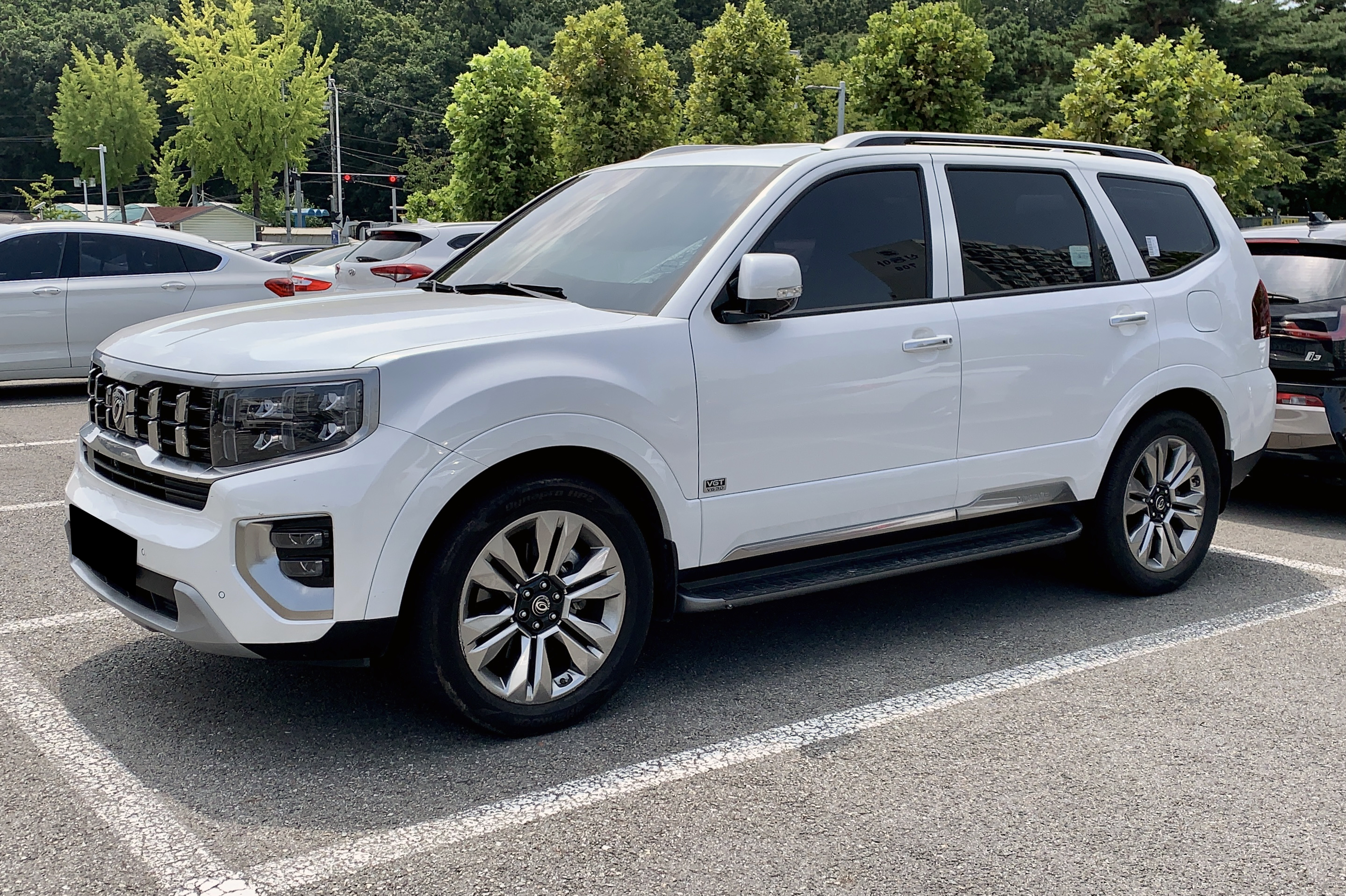
Kia Mohave (з 2019)

У 2016 році з'явилася перша інформація про випробуваннях оновленого Mohave, який повинен надійти в продаж в 2017 році. Позашляховик отримав нові риси кузова, розкішний салон і сучасну начинку:
- Запуск мотора за допомогою кнопки;
- Оновлена система навігації і двозонний клімат-контроль;
- Два поєднаних відтінки;
- Покращене кермове колесо: з регулюванням колонки, поліфункціональне чотирипроменеве;
- З'явилася регулювання зміни положення сидіння до восьми положень.

## Двигуни
Бензинові
- 3.8 л Lambda II V6 276 к.с.
- 4,6 л Tau V8 337 к.с.

Дизельний
- 3,0 л CRDi S-Line V6 250 к.с.